# 滝口新太郎
滝口 新太郎（たきぐち　しんたろう、1913年2月13日 - 1971年10月23日）は日本の元俳優、男性アナウンサーである。瀧口 新太郎と表記されることもある。本名同じ。妻は女優の岡田嘉子である。

## 来歴・人物

### 誕生・子役時代
1913年（大正2年）2月13日、東京府東京市芝区（現在の東京都港区）に生まれる。
1925年（大正14年）4月、桜田小学校（現在の港区立御成門小学校）を卒業して井上正夫一座に加入。舞台『ラシャメンの父』『己が罪』『酒中日記』等に子役として出演した後、1926年（大正15年）5月に旗揚げした衣笠貞之助監督の新感覚派映画聯盟第一回作品『狂つた一頁』に師匠である井上が主演を務める事になり、滝口も門衛の息子役で映画デビューを果たす。1927年（昭和2年）9月、井上と共に松竹蒲田撮影所に入社。1928年（昭和3年）公開の野村芳亭監督映画『道呂久博士』や『富岡先生』など、主に井上の主演映画に多く出演しており、1929年（昭和4年）、井上が退社した後も滝口は引き続き同撮影所に留まった。
その後、少年期から青年期へ差し掛かり、子役としては難しい時期となって鳴かず飛ばずであったが、1932年（昭和7年）に公開された五所平之助監督の『マダムと女房』に続くトーキー第二作『若き日の感激』で川崎弘子と共演し、一躍、美少年として売り出す。以後も『銀座の柳』『恋の東京』等、五所監督映画に多く出演するようになり、前髪役者の貴重な存在となった。

### 日活のスターに
1932年（昭和7年）12月、松竹蒲田から日活太秦撮影所時代劇部へ移籍し、1933年（昭和8年）公開の辻吉郎監督映画『霧行燈』で大谷日出夫と共演したのを始め、同年の犬塚稔監督映画『長脇差風景』では大河内傳次郎を助演するなど、二枚目俳優として活躍する。また現代劇にも進出し、夏川静江、深水藤子、市川春代、水久保澄子らと共演している。1934年（昭和9年）からは新設の日活多摩川撮影所へ移り、多くの作品で活躍。特に女学生に人気があった。
1935年（昭和10年）、今度は日活京都撮影所へ移り、沢田清、岡譲二、江川宇礼雄らと共演したあと再び多摩川撮影所に戻り、原節子のデビュー作である田口哲監督映画『ためらふ勿れ若人よ』に主演。特に同年入社した花柳小菊（1921年 - 2011年）とは一般募集で当選した「あこがれコンビ」と名づけられて売り出された。また舞台にも再び進出し、1936年（昭和11年）1月、大阪中座の「己が罪」では後に妻となる岡田嘉子（1902年 - 1992年）の子供役を務めている。1937年（昭和12年）頃から脇役を演じる事が次第に多くなるが、1940年（昭和15年）の春原政久監督映画『人情ぐるま』までは、橘公子、風見章子等を相手役に主演を務めていた。しかしその後は完全に助演に回り、1942年（昭和17年）からは日活が吸収された大映に移籍し、一時期東宝の映画にも出演していた。

### シベリア抑留・残留
1943年（昭和18年）、伊賀山正徳監督映画『海ゆかば』に出演したのを最後に陸軍に応召され、満州（現在の中国東北部）に駐留。独立歩兵二十四大隊の一等兵となる。1945年（昭和20年）8月、終戦により滝口ら多くの日本兵は、ソ連軍の捕虜となり、シベリアに抑留された。
釈放後、社会主義の理念に共感したためソ連に残留し、ハバロフスク放送局の日本語アナウンサーとなる。この頃、岡田嘉子（1938年（昭和13年）1月に愛人である演出家杉本良吉と共に樺太の日ソ国境を越え、ソ連に亡命していた元新劇女優）がモスクワ放送日本語課に勤務していることを知り、手紙を送るようになる。1950年（昭和25年）、上司の計らいでモスクワへ転勤させてもらい、岡田、清田彰、川越史郎、石井次郎らと共に勤務した後、岡田と結婚した。
結婚後もモスクワ放送で日本語アナウンサーとして活動していたが、1971年（昭和46年）8月15日、肝硬変のため入院し、同年10月24日に死去した。満58歳没。
1972年（昭和47年）11月13日、岡田が滝口の遺骨を持って帰国。滝口は満州で戦死していたと思っていたファンも多く、衝撃を与えたという。葬儀はモスクワ放送によって行われ、遺骨は岡田家の多磨霊園(6-1-7-53)に納められた。